# Menzel Chaker
Menzel Chaker (àrab: منزل شاكر, Manzil Xākir) és una ciutat de Tunísia situada uns 35 km al nord-oest de Sfax, a la governació de Sfax. Té una població d'uns 8.000 habitants i és capçalera d'una delegació amb 36.400 habitants en el cens del 2004.

## Economia
Es troba en una regió plena d'oliveres amb altres cultius complementaris.

## Patrimoni
A l'est de la ciutat hi ha la sabkha de Bou Jmel.

## Administració
És el centre de la delegació o mutamadiyya homònima, amb codi geogràfic 34 61 (ISO 3166-2:TN-12), dividida en dotze sectors o imades:
- Menzel Chaker (34 61 51)
- Bou Jarboue (34 61 52)
- Majel Edarj (34 61 53)
- Bir Mellouli (34 61 54)
- Bechka (34 61 55)
- Bou-Thadi (34 61 56)
- El Bokâa El Bidha (34 61 57)
- El Aouadhna (34 61 58)
- Telil El Ajla (34 61 59)
- El Achech (34 61 60)
- El Hadj Kacem (34 61 61)
- Chaleb (34 61 62)

Al mateix temps, forma una municipalitat o baladiyya (codi geogràfic 34 21).